# Tuji Grm
Tuji Grm este o localitate din comuna Ljubljana, Slovenia, cu o populație de 57 de locuitori.